# Remboursement
Le remboursement est le fait de compenser pour quelqu'un, une dépense payée, en leur donnant une somme d'argent égale à celle qui a été dépensée.
Les entreprises, les gouvernements et organismes sans but lucratif peuvent compenser pour leurs salariés ou dirigeants, les frais nécessaires et raisonnables; en vertu de l'US,
la loi américaine, ces frais peuvent être déduits de l'impôt par l'organisation et traités comme des revenus non imposables par le destinataire, sous certaines conditions. Au Royaume-Uni la loi prévoit des déductions de voyage et de séjour. le Remboursement est également fourni pour les frais d'alimentation, les soins de jour, médicaux ou des frais de scolarité, tel que déterminé par le donneur d'ordre. De même, une université, conférence ou séminaire d'entreprise peut rembourser les frais des conférenciers invités et des participants.
Le remboursement est également utilisé dans l'assurance, lorsqu'un prestataire paye pour les frais après qu'ils ont été payés directement par le titulaire de la police ou un autre contractant. Cela est particulièrement le cas dans l'assurance maladie, en raison de l'urgence, des coûts élevés et des procédures administratives qui peuvent amener un fournisseur de soins de santé à engager des frais, dans l'attente de remboursement par un organisme privé ou public fournisseur (aux États-Unis, par exemple, Medicare ou un organisme financeur proposé par l'employeur). Des pans de l'industrie des soins de santé, tels que les fabricants de dispositif médical, dépendent du remboursement, pour leurs revenus  et produisent les ressources qui aident leurs clients (hôpitaux, médecins, etc.) à en obtenir le remboursement.
Les gouvernements peuvent rembourser les contribuables de plusieurs façons. Un remboursement d'impôt réduit l' impôt payé, comme l'impôt sur le revenu, éventuellement à zéro. Les contribuables peuvent recevoir un remboursement pour les autres impôts, comme pour la taxe sur la valeur ajoutée en raison de leurs faibles revenus[réf. nécessaire], à la suite de l'exportation des marchandises vendues, ou s'ils ne sont pas le destinataire final. Une administration locale peut utiliser le remboursement pour réduire les impôts fonciers pour une organisation à favoriser ou à faible revenu.

## Remboursement des soins de santé en France
En France les soins de santé ont une prise en charge pour la partie obligatoire par l'assurance maladie, plusieurs régimes d'Assurance maladie en France et par l'Assurance maladie complémentaire : une mutuelle ou assurance généralement pour la partie complémentaire.
Le tiers payant partiel ou total permet au médecin, au pharmacien, au paramédical, à la structure, de se faire payer directement d'une partie ou totalité des honoraires des soins. 

## Les obstacles au remboursement
Les organisations peuvent avoir des raisons de limiter le remboursement de dépenses frauduleuses, frivoles, ou légitimes.
Si un processus de remboursement est délibérément compliqué ou peu pratique pour le demandeur, alors la probabilité que le demandeur réussisse à obtenir les fonds diminue, indépendamment de la légitimité, ce qui entraîne globalement moins de remboursement de frais.
Des processus de réduction des coûts de remboursement comprennent:
- Obliger à présenter des formulaires imprimés de remboursement (au lieu de courrier électronique ou de formulaires en ligne)
- Imposer de longs formulaires, nécessitant des explications détaillées
- Exiger que le demandeur soumette des formulaires papier.
- Exiger que les originaux des reçus (au lieu de copies) soient joints au formulaire
- Exiger que le demandeur dépose personnellement des documents en des lieux spécifiques, qui peuvent être éloignés et avoir des horaires de fonctionnement limités et malcommodes
- Rejeter rigoureusement des formulaires avec des erreurs, même si les erreurs sont mineures ou sans conséquence.
- émettre des chèques (au lieu d'argent liquide ou virement)

En outre, une variété de tactiques de refus de remboursement, y compris l'annulation, sont associées à l'industrie de l'assurance.